# Кикапу Сајт 3 (Канзас)
Кикапу Сајт 3 (енгл. Kickapoo Site 5) насељено је место без административног статуса у америчкој савезној држави Канзас.

## Демографија
По попису из 2010. године број становника је 66.
| Група             | 2000.    | 2010.      |
| Белци             | 0 (0,0%) | 11 (16,7%) |
| Афроамериканци    | 0 (0,0%) | 0 (0,0%)   |
| Азијати           | 0 (0,0%) | 0 (0,0%)   |
| Хиспаноамериканци | 0 (0,0%) | 0 (0,0%)   |
| Укупно            | 0        | 66         |